# Onze-Lieve-Vrouwehoekje

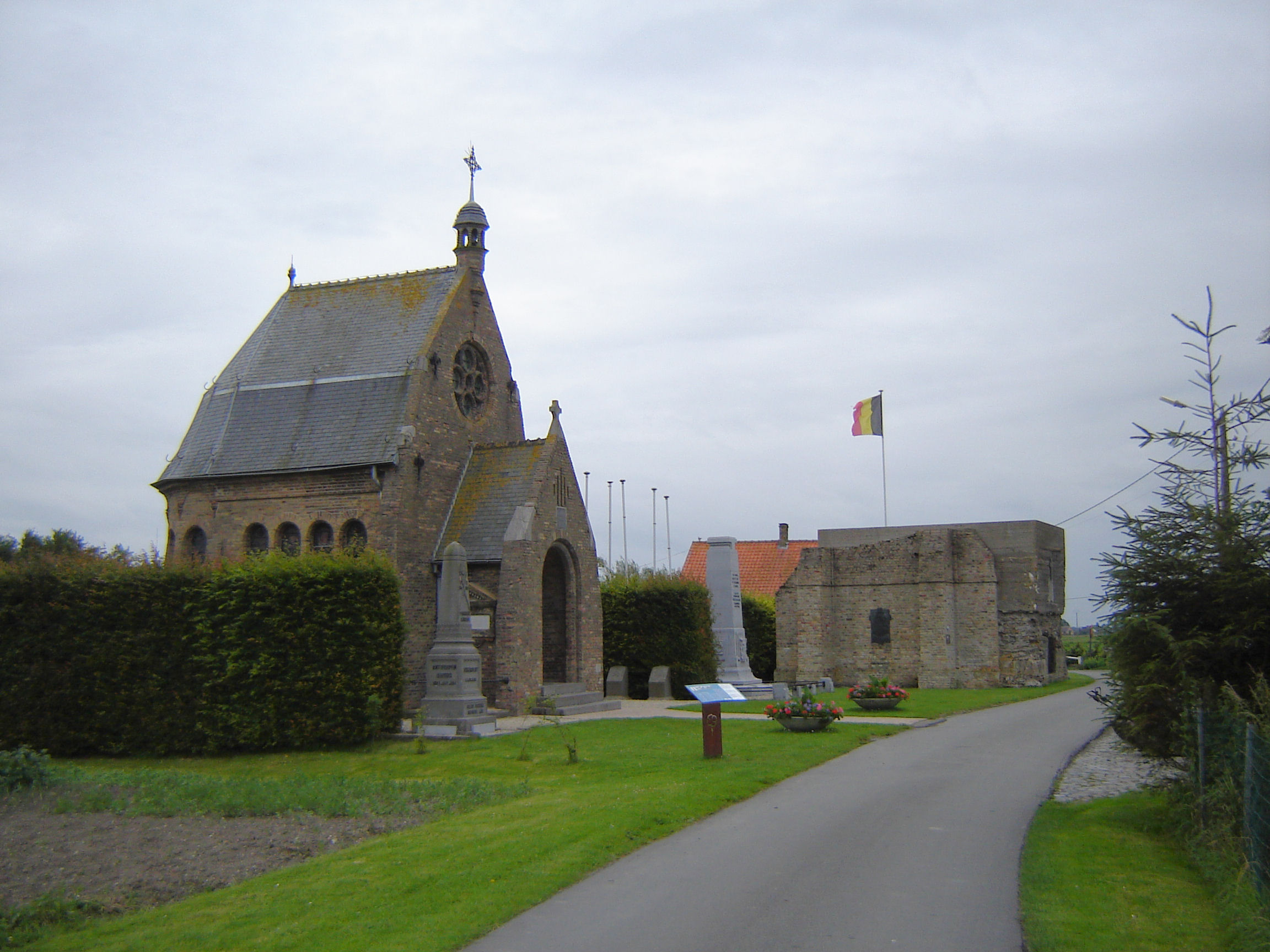
De historische site

Het Onze-Lieve-Vrouwehoekje is een beschermde oorlogssite gelegen te Stuivekenskerke/Diksmuide.
De plaats bestaat uit: een herdenkingskapel, de restanten van een oude kerktoren (de torenruïne), een demarcatiepaal, een commandobunker en diverse gedenkstenen. De voorpost die er 3 november 1914 werd ingericht, groeide uit tot een grote wachtpost. Dit was een geheel van posten in het gebied tussen de IJzerdijk en de spoorwegberm.
De grote wachtpost, Oud-Stuivekenskerke, had een belangrijke plaats in de Belgische verdediging. Hij lag meer dan een kilometer voor de frontlijn en in zo goed als vlak landschap. Oud-Stuv bewaakte de Duitse posten op de Westelijke oever van de ijzer en zorgde voor verbinding met de grote wachtpost Reigersvliet. Ook beschermde hij de linkerflank van Kaaskerke.
Het geheel en de omgeving is sinds 1959 als landschap gerangschikt, met inbegrip van het puin van de beschoten kerktoren. In 2005 werd de site opgenomen in de inventaris van onroerend erfgoed.

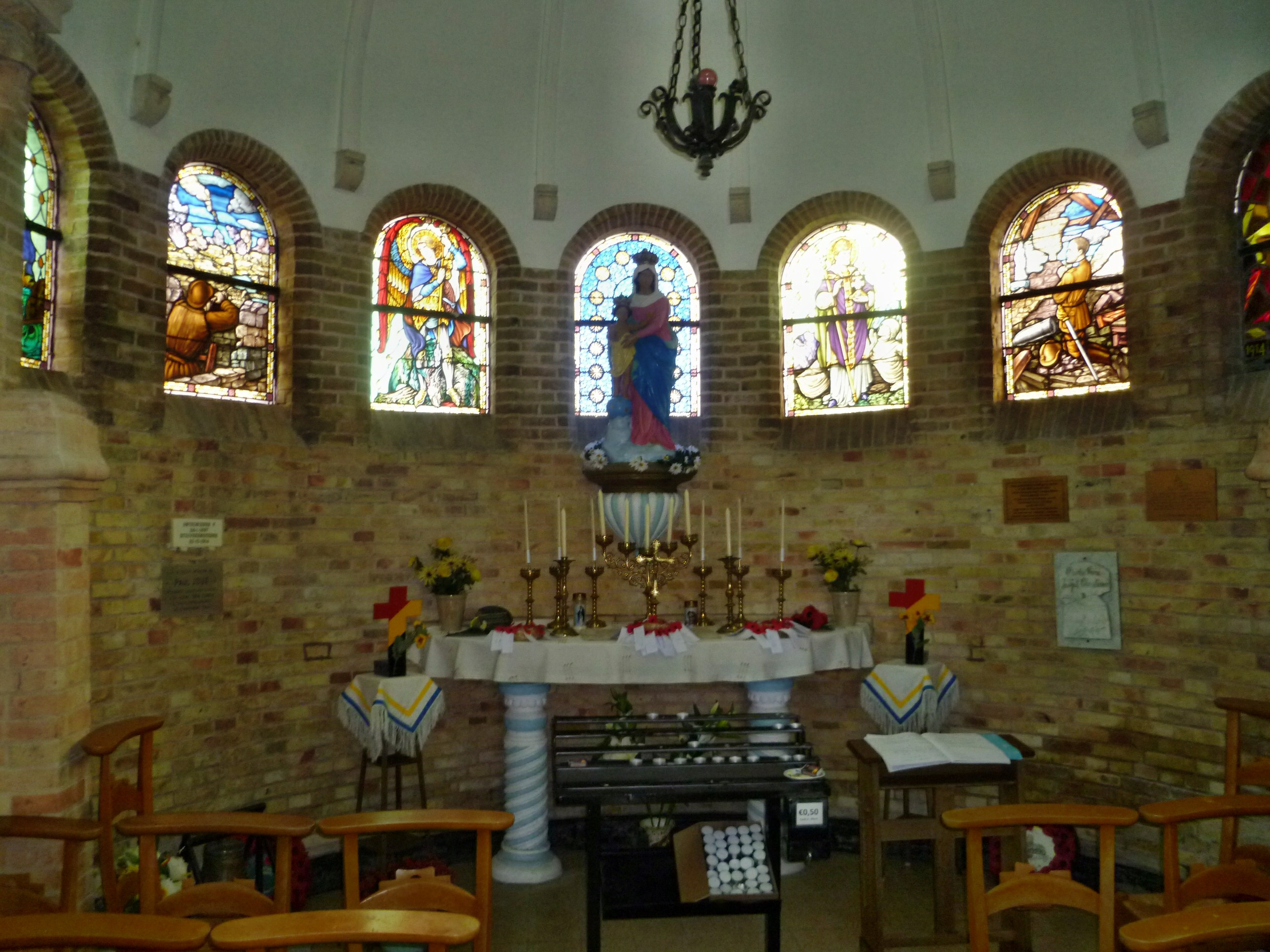
Het interieur van de herdenkingskapel

## Locatie
Het Onze-Lieve-Vrouwehoekje bevindt zich waar de oorspronkelijke kerk van Stuivekenskerke stond, dit deel van de deelgemeente wordt nu oud-Stuivekenskerke genoemd.

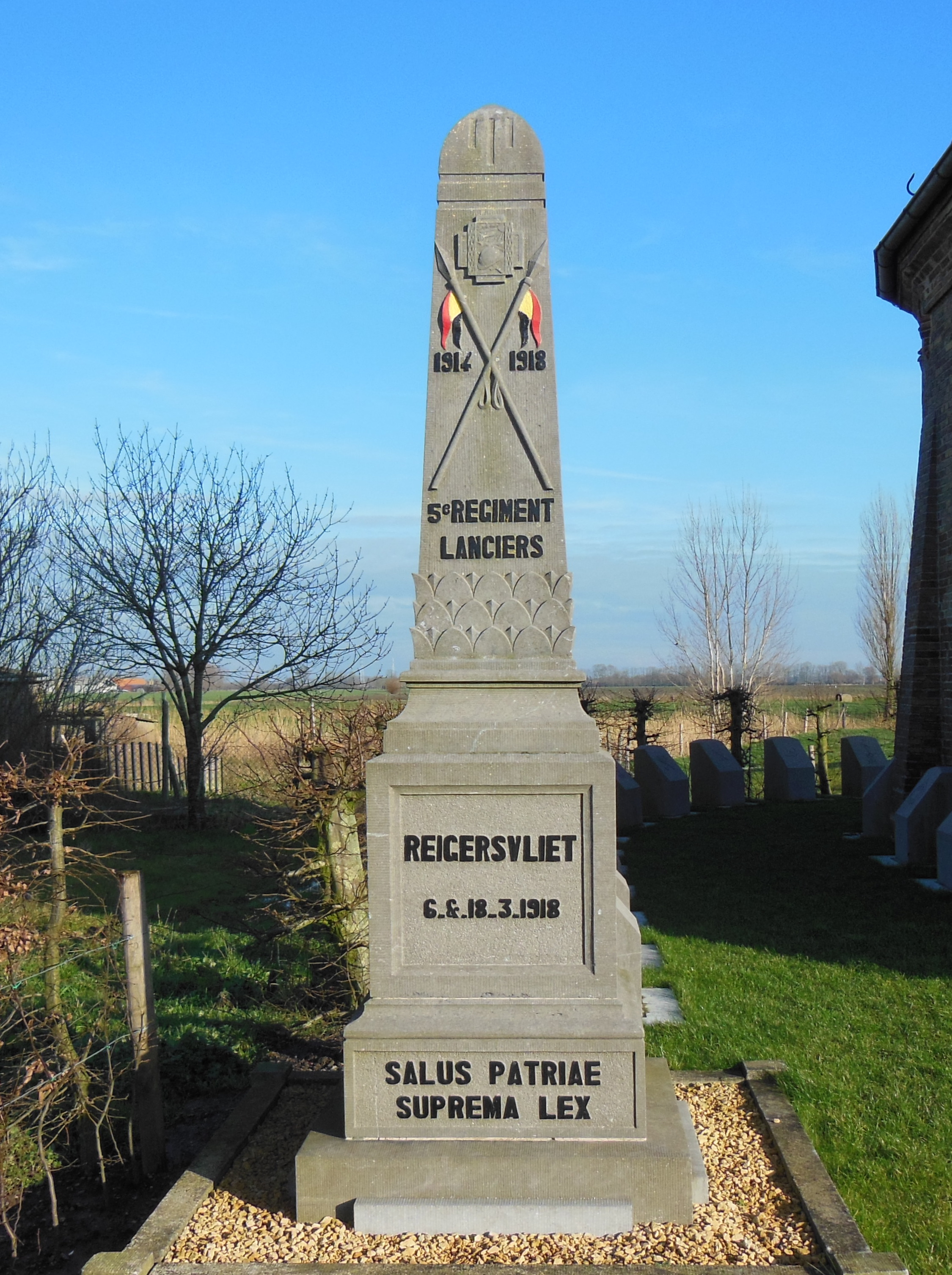
Monument ter herinnering aan de WO I wapenfeiten van het 5de Regiment Lanciers

## Torenruïne
De kerktorenruïne deed tijdens de Eerste Wereldoorlog dienst als waarnemingspost voor het op doel brengen van de Belgische artillerie. Deze post was samen met zijn bijposten permanent bezet door een compagnie van ongeveer 100 man. De torenruïne werd als monument verbouwd en kreeg op de bovenste verdieping een platform met in het midden een oriëntatietafel met 35 oriëntatiepunten. Aan de zuidgevel bevinden zich de resten van de traptoren. Een kleine deur aan de straatzijde geeft toegang tot de observatiepost van Martial Lekeux (waarnemer van de observatiepost tijdens WO I). In 1922 wordt de torenruïne van de voormalige St-Pieterskerk als “Site de guerre” beschermd. Omstreeks 1961 wordt de ruïne in zijn huidige vorm hersteld. In 1963 wordt onderaan de toren een herdenkingsplaat aangebracht ter nagedachtenis van Martial Lekeux.

## Herdenkingskapel
In 1923 nam Martial Lekeux het initiatief om, ter herdenking aan de 40.000 doden van de Eerste Wereldoorlog een kapel te bouwen te Oud-Stuivekenskerke.
Mevrouw Callens uit Gent werd belast met de inzameling van de gelden ervoor. In 1925 werd de kapel ingewijd en meteen ook toegewijd aan Onze-Lieve-Vrouw van de zege. In 1955 worden de 15 nieuwe brandglasramen ingewijd, met in het midden Onze-Lieve-Vrouw van de zege op een wit-blauw geschilderd altaar. Verder zijn in de kapel gedenkplaten aangebracht door privé personen voor hun oorlogsdoden.

## Gedenkzuilen

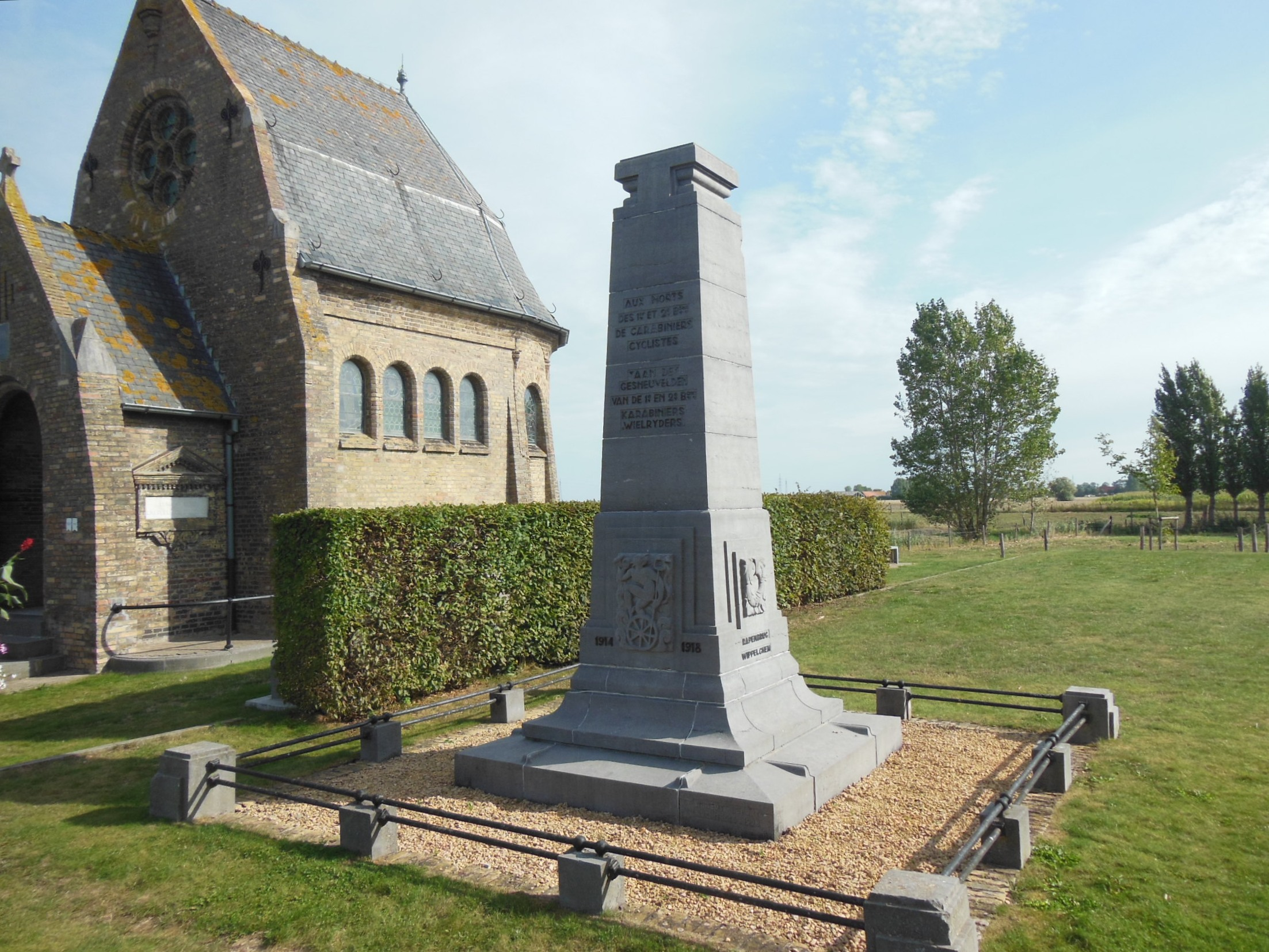
Een monument ter ere van gesneuvelde Karabiniers-Wielrijders tijdens WO I

De Kapel van Onze-Lieve-Vrouw der zege wordt omgeven door 41 gedenkstenen voor regimenten.
Met zicht op de herdenking 2014-2018 werden de zerken aangepast met tekstplaatjes om de symbolen van de verschillende legereenheden op de zerken voor de bezoekers te verduidelijken. Links en rechts van de kapel staat een monument: van het vijfde regiment lansiers en van de twee bataljons karabiniers–wielrijders. Naast de gedenkplaten in en rond de kapel zijn er twee gedenkplaten aan de torenruïne: een bronzen voor artillerie–officier en pater Lekeux, en een stenen voor korporaal Georges Mardaga.

## Demarcatiepaal

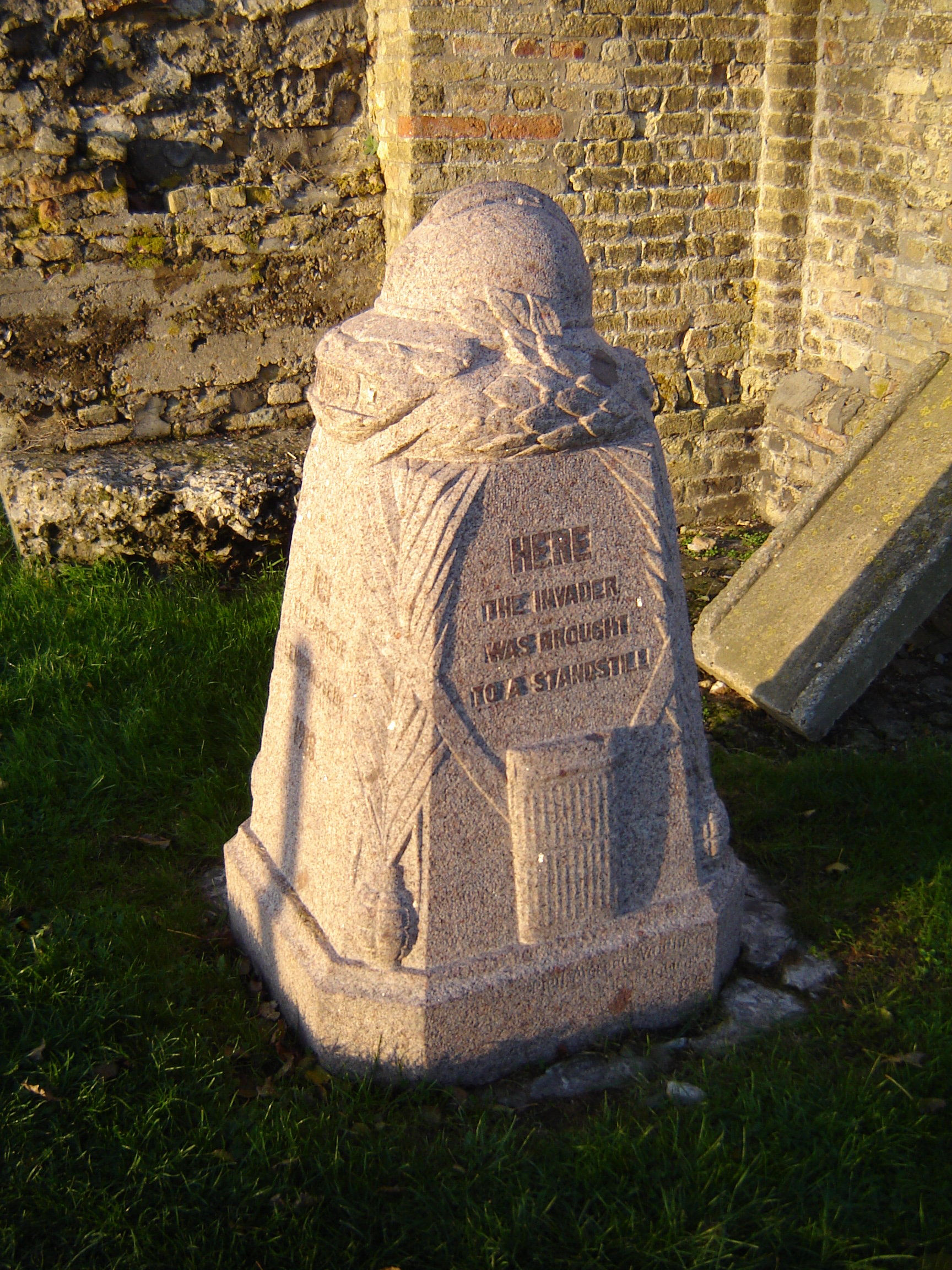
Paal nr. 11

De verste Duitse opmars tussen de Noordzee en de Zwitserse grens werd in de jaren 1922-1925 aangeduid door demarcatiepalen te plaatsen op de belangrijkste van deze punten, in totaal werden er 22 geplaatst.
Op het Onze-Lieve-Vrouwehoekje staat paal nr 11. Op de linkerkant van de paal vindt men het opschrift: “Hier werd de overweldiger tot staan gebracht”.

## Bunker

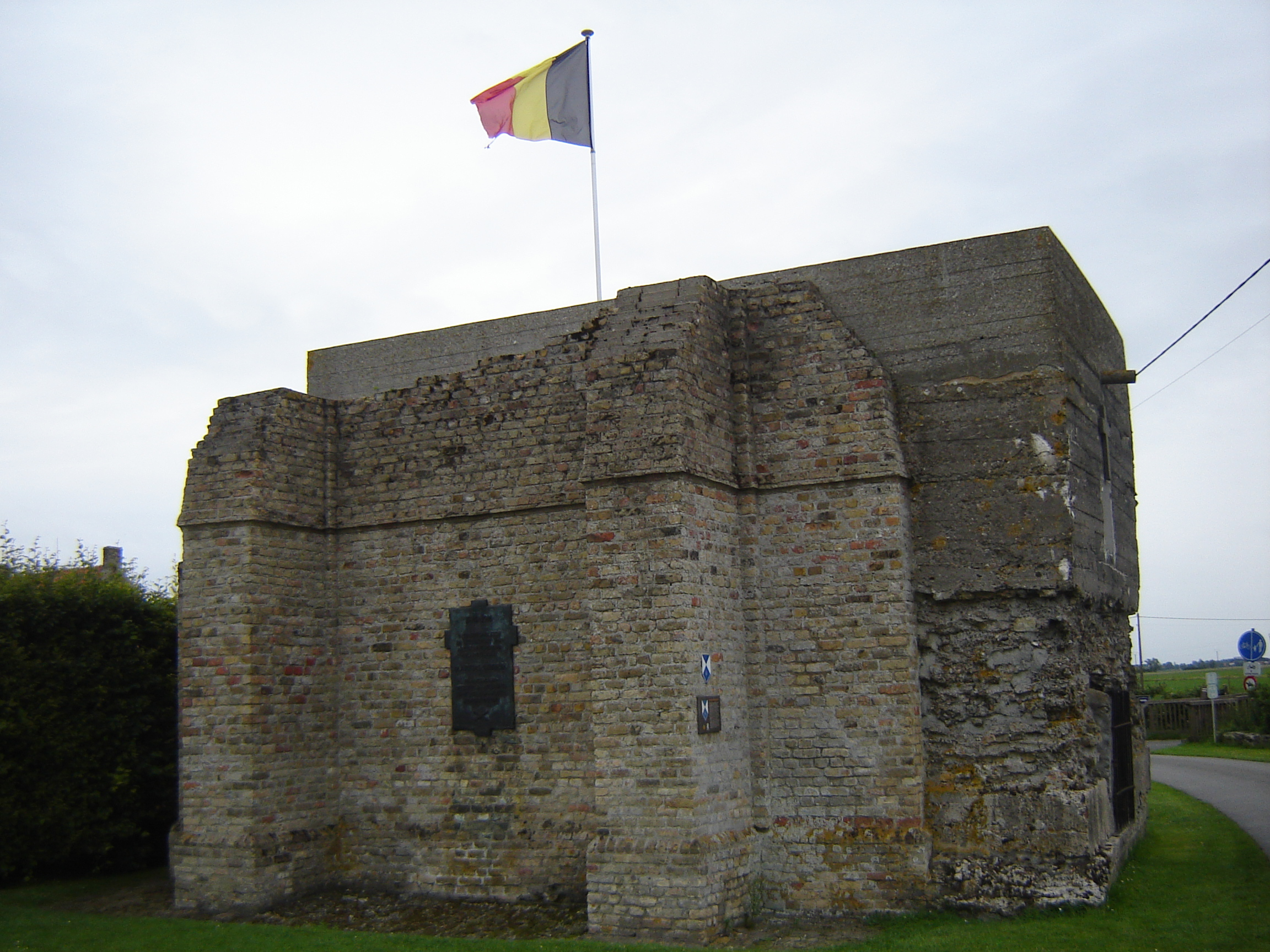
De historische torenruïne, voor de vernieuwing

In 1916 kregen de loopbruggen een betonnen scherm, in de torenruïne werd door de Genie (strijdmachtonderdeel) een betonnen bunker voor een mitrailleur – en observatiepost met daaronder een schuilplaats gebouwd.
Naast het puin van de hoeve kwamen betonnen schuilplaatsen, een voor de commandopost, annex hoofdkwartier en een voor de hulppost. In 1917 was de grote wachtpost van Oud-Stuivekenskerke een gans complex van posten, loopgraven, verbindingsgangen, prikkeldraadversperringen en loopbruggen. Naar aanleiding van 100 jaar Grote Oorlog werd een oude bunker naast de hoeve geïntegreerd in de site.